# Jurnalism Gonzo

Cunoscutul "pumn Gonzo", folosit iniţial de Hunter S. Thompson în cursul campaniei sale din 1970 pentru postul de şerif al localității Aspen, statul Colorado. Ulterior, pumnul a devenit un simbol al lui Thompson, respectiv al jurnalismului Gonzo.

Gonzo journalism este un stil de jurnalism care este scris deliberat într-o manieră evident subiectivă, adesea incluzând reporterul în povestirea propriu zisă utilizând maniera scrierii la persona întâi. Maniera Gonzo are tendința de a amesteca elemente reale cu elemente de ficțiune în scopul de a antrena cititorul în acțiunea descrisă. Cuvântul Gonzo a fost folosit prima dată în 1970 pentru a descrie maniera unui anumit articol de Hunter S. Thompson, care a făcut ulterior stilul popular.
Jurnalismul de tip Gonzo tinde să favorizeze stilul în defavoarea acurateței, utilizând adesea experiențe personale și emoții pentru a descrie subiectul sau evenimentul ce este descris, desconsiderând stilul "rafinat" specific mediului jurnalitic. Utilizarea cotațiilor, a sarcasmului, umorului și exagerării este comună. Modalitatea jurnalismului de acest tip sugerează că se poate comunica în mass media fără a se căuta cu orice preț obiectivitatea și că articolul în sine scris astfel poate fi echivalent cu un articol de fond.

## Hunter S. Thompson
Istoricul Douglas Brinkley a afirmat că jurnalimul Gonzo nu necesită nici un fel de rescriere utilizând adesea interviuri și conversații telefonice rescrise din memorie.

## Alte articole
- Embedded journalism
- La Jerga: Periodismo Gonzo Independiente
- The Daily Raider
- ScribbleSheet
- Spider Jerusalem
- Transmetropolitan